# Kars (provincie)
Karská provincie je tureckou provincií, nachází se ve východní části Malé Asie, region Východní Anatolie. Rozloha provincie činí 9 587 km² a v roce 2006 zde žilo 287 106 obyvatel. Hlavním městem je Kars.

## Administrativní členění
Karská provincie se administrativně člení na 9 distriktů:
- Akyaka
- Arpaçay
- Digor
- Kağızman
- Kars
- Sarıkamış
- Selim
- Susuz